# Dyrektywa o urządzeniach ciśnieniowych
Dyrektywa o urządzeniach ciśnieniowych (PED – z ang. pressure equipment directive; pełna nazwa: „Dyrektywa 97/23/WE Parlamentu Europejskiego i Rady z dnia 29 maja 1997 r. w sprawie zbliżenia ustawodawstw Państw Członkowskich dotyczący urządzeń ciśnieniowych”) – dyrektywa Unii Europejskiej mająca na celu ujednolicenie przepisów dotyczących urządzeń ciśnieniowych obowiązujących w poszczególnych krajach Unii Europejskiej. Zobowiązuje ona rządy państw członkowskich do stworzenia przepisów zgodnych z dyrektywą.
Dyrektywa dotyczy urządzeń o najwyższym dopuszczalnym ciśnieniu większym niż 0,5 bara. 19 lipca 2016 r. weszła w życie dyrektywa 2014/68/UE, która zmieniła ww. dyrektywę z 1997 r.

## Treść
Dyrektywa zawiera 21 artykułów i 7 załączników zatytułowanych:
Artykuły
1. Zakres i definicje
2. Nadzór rynkowy
3. Wymogi techniczne
4. Swobodny przepływ
5. Domniemanie zgodności
6. Komitet ds. Norm i Przepisów Technicznych
7. Komitet ds. Urządzeń Ciśnieniowych
8. Klauzula ochronna
9. Klasyfikacja urządzeń ciśnieniowych
10. Ocena zgodności
11. Europejskie zatwierdzenie materiałów
12. Jednostki notyfikowane
13. Uznane organizacje strony trzeciej
14. Inspektorzy ds. użytkowników
15. Oznakowanie CE
16. Nienależycie umieszczone oznakowanie CE
17. bez tytułu
18. Decyzje pociągające za sobą odmowę lub ograniczenie
19. Uchylenie
20. Transpozycja oraz przepisy przejściowe
21. Adresaci dyrektywy

Załączniki
I. Zasadnicze wymogi bezpieczeństwa
II. Tablice oceny zgodności
III. Procedury oceny zgodności
IV. Minimalne kryteria (...) przy wyznaczaniu jednostek notyfikowanych (...)
V. kryteria (...) przy upoważnianiu inspektorów (...)
VI. Oznakowanie CE
VII. Deklaracja zgodności

## Najważniejsze konsekwencje
Dyrektywa odnosi się do urządzeń lub zespołów urządzeń (składających się z kilku części tworzących całość, np. elementów orurowania) o najwyższym dopuszczalnym ciśnieniu wyższym niż 0,5 bara powyżej ciśnienia atmosferycznego. Urządzeniami objętymi dyrektywą są m.in.:
- zbiorniki ciśnieniowe
- kotły parowe
- wymienniki ciepła
- urządzenia do przegrzewania pary
- rurociągi i gazociągi
- urządzenia zabezpieczające (zawory bezpieczeństwa)

Dyrektywa nie obejmuje m.in.:
- dozowników aerozoli
- silników
- wielkich pieców
- opon
- poduszek powietrznych
- urządzeń pneumatycznych
- orurowania w systemach ogrzewania ciepłą wodą

Dyrektywa zobowiązuje państwa do stworzenia przepisów zgodnych z jej treścią dając im możliwość stworzenia przepisów, które uzna za niezbędne do spełnienia tego warunku. W Polsce rozporządzenia dyrektywy 2014/68/UE zostały wprowadzone Rozporządzenie Ministra Rozwoju z dnia 11 lipca 2016 r. w sprawie wymagań dla urządzeń ciśnieniowych i zespołów urządzeń ciśnieniowych.
Jedynie urządzenia spełniające warunki określone przepisami mogą być dopuszczone do pracy. Warunki takie spełniają urządzenia zaprojektowane i wykonane według europejskich norm zharmonizowanych z dyrektywą. Należą do nich m.in.:
- PN-EN 13445 – Nieogrzewane płomieniem zbiorniki ciśnieniowe[5]
- PN-EN 13480 – Rurociągi przemysłowe metalowe[6]
- PN-EN 12953 – Kotły płomienicowo-płomieniówkowe[7]
- PN-EN ISO 9712 – Badania nieniszczące – Kwalifikacja i certyfikacja personelu badań nieniszczących[8]
- PN-EN 10216 – Rury stalowe bez szwu do zastosowań ciśnieniowych – Warunki techniczne dostawy[9]
- PN-EN 10217 – Rury stalowe ze szwem do zastosowań ciśnieniowych – Warunki techniczne dostawy[10]

Urządzenia ciśnieniowe instalowane na terenie Unii Europejskiej mogą być projektowane według innych norm (np. amerykańskich standardów ASME). Urządzenia takie muszą jednak być dopuszczone do pracy przez odpowiednie organizacje techniczne. Żeby uzyskać taką zgodę trzeba wykazać, że standardy, na których opiera się projekt nie naruszają przepisów europejskich.
Dyrektywa klasyfikuje płyny na dwie grupy – grupę 1 (płyny niebezpieczne, tj. wybuchowe, skrajnie łatwopalne, wysoce łatwopalne, łatwopalne, bardzo toksyczne, toksyczne, utleniające) oraz grupę 2 (pozostałe płyny).
Państwa zobowiązane są do autoryzowania (notyfikowania) jednostek odpowiedzialnych za przeprowadzenie procedur oceny zgodności urządzenia z przepisami. Mogą to być jednostki notyfikowane (artykuł 12) oraz uznane organizacje strony trzeciej (artykuł 13). W celu wyznaczenia jednostek notyfikowanych państwa stosują kryteria określone w załączniku IV (Minimalne kryteria, które mają być spełnione przy wyznaczaniu jednostek notyfikowanych, określonych w Art. 12 oraz uznanych organizacji strony trzeciej, określonych w Art. 13).
Zaktualizowaną listę organizacji notyfikowanych można znaleźć na stronie NANDO Komisji Europejskiej.
Urządzenia podlegające dyrektywie powinny mieć widoczne i trwałe oznakowanie CE (zgodne ze wzorem przedstawionym w załączniku VI Oznakowanie CE).